# Saugeais
A República de Saugeais (francês: République du Saugeais) é uma micronação folclórica na França oriental, no departamento de Doubs, cantão de Montbenoît, situado no maciço do Jura. A república compreende os onze municípios de L'Alliés, Arçon, Bugny, La Chaux-de-Gilley, Gilley, Hauterois-Lièvremont, Ville-du-Pont e sua capital Montbenoît.

### Presidentes de Saugeais
Presidentes da República de Saugeais
| República de Saugeais (1947-Presente) |  |      |          |        |
| 1.º Georges Pourchet                  |  | 1947 | 1968     | Nenhum |
| - Governo Provisório                  |  | 1968 | 1972     | -      |
| 2.º Gabrielle Pourchet                |  | 1972 | 2005     | Nenhum |
| 3.º Georgette Pourchet-Bertin         |  | 2005 | 2022     | Nenhum |
| 4.º Simon Marguet                     |  | 2022 | Presente | Nenhum |